# Nagylevelű tölgy
A nagylevelű tölgy (Quercus macrocarpa) a bükkfavirágúak (Fagales) közé tartozó tölgy nemzetség egyik faja. Nagymakkú tölgyként is említik.

## Előfordulása
Észak-Amerika keleti része, sűrű erdőségek.

## Leírása
Terebélyes, 40 méter magas lombhullató fafaj.
Kérge szürke, érdes, mélyen barázdált. levele mélyen karéjos, osztott, 25 cm hosszú, 12 cm széles.
Felszíne fényes zöld, sima, fonákja világosabb, molyhos.
Lekerekített karéjaik a levélalap felé jellegzetesen kiöblösödnek. Nyár elején virágzik, a porzós barkák sárgászöldek, lecsüngőek, a termősek kevéssé feltűnőek.
A termése 5 cm nagy makk, félig a kupacsba zárva.
A kupacsot bozontos pikkelyek szegélyezik.
Termése az összes észak-amerikai fajénál nagyobb.

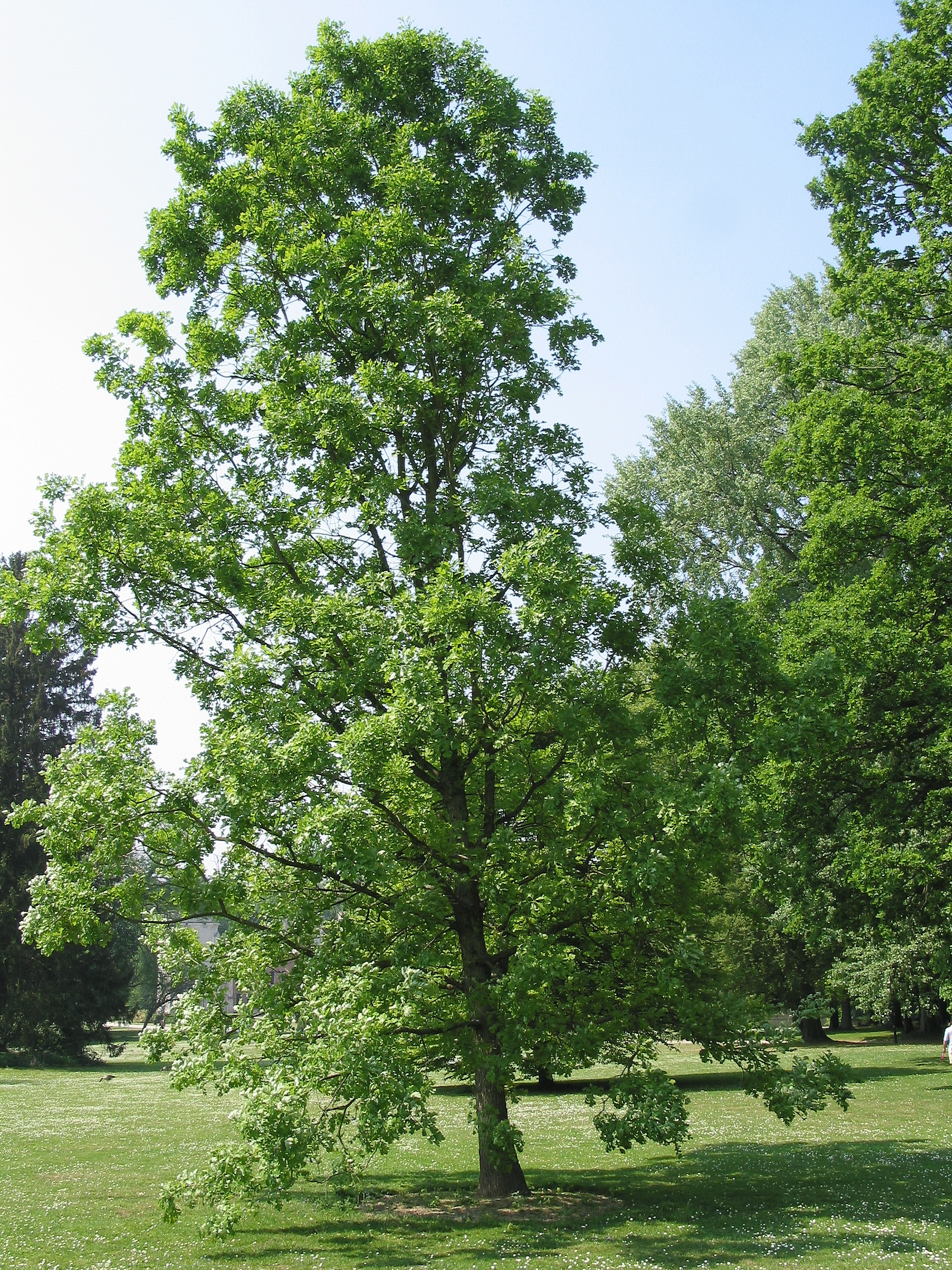
habitusa
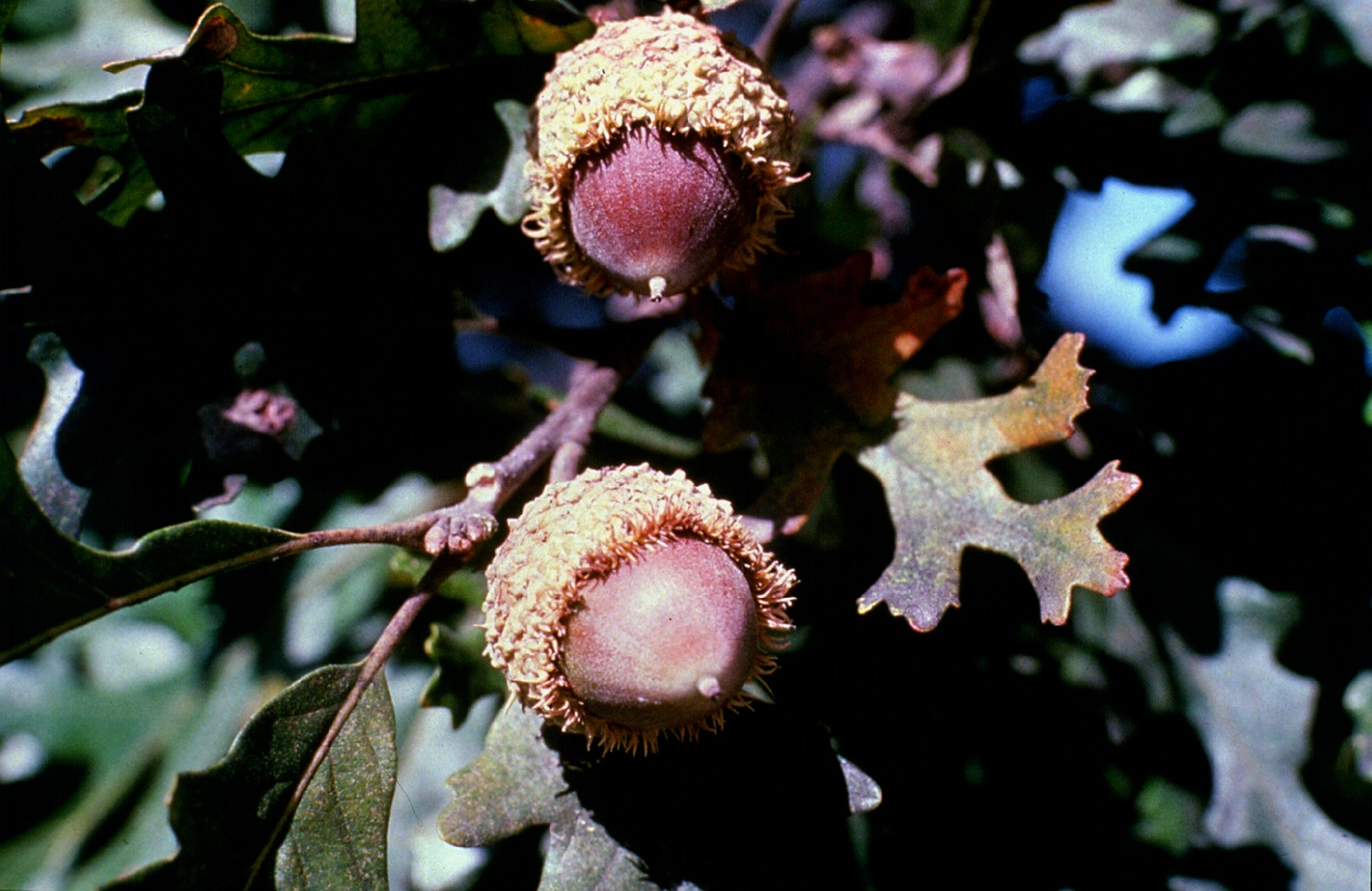
Termése
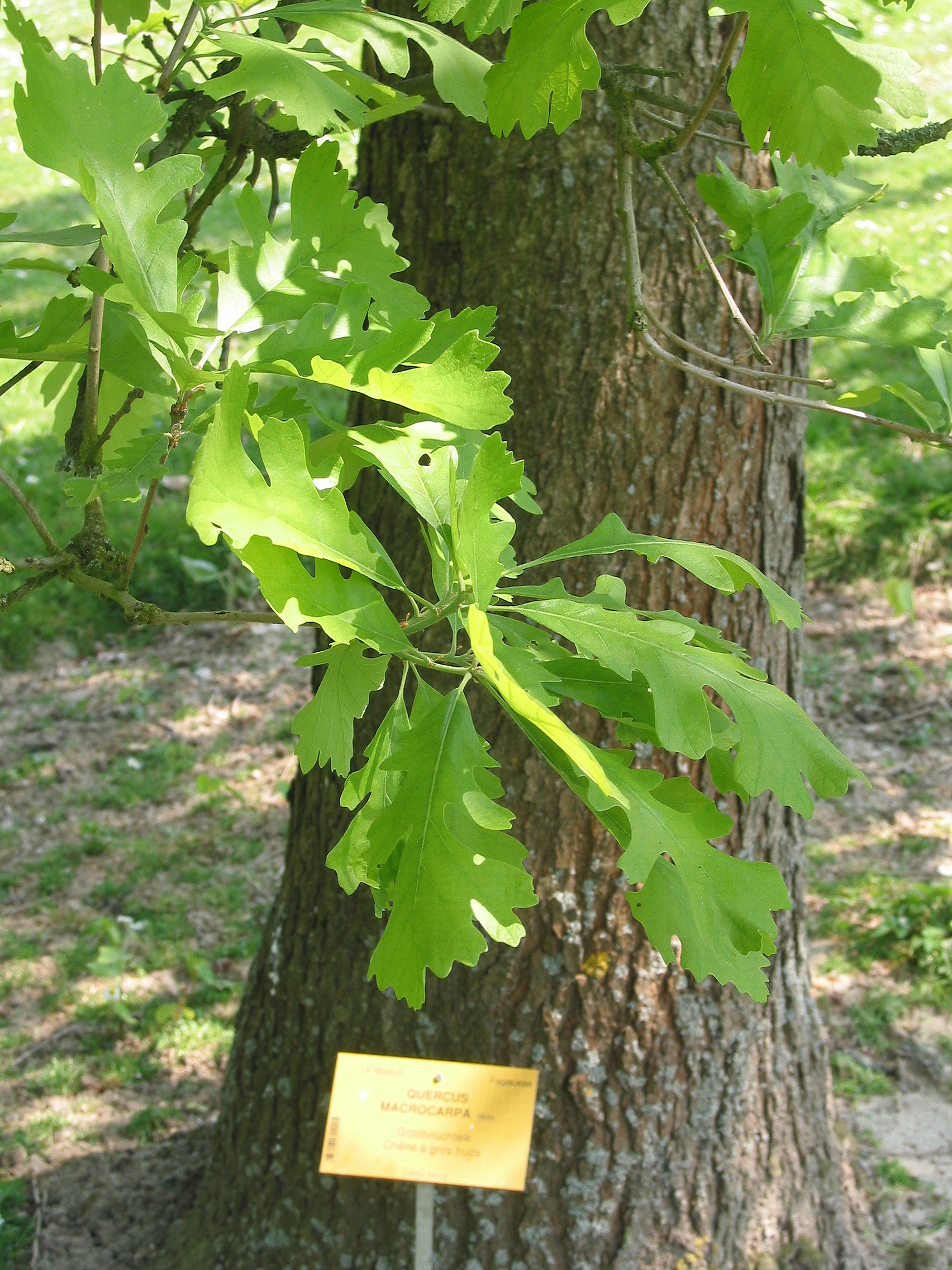
Levelei